# Epectaptera metochria
Epectaptera metochria là một loài bướm đêm thuộc phân họ Arctiinae, họ Erebidae.